# Chrysolina fimbrialis
Chrysolina fimbrialis es un coleóptero de la familia Chrysomelidae.
Fue descrita científicamente en 1845 por Küster.